# Raúl Arellano
Raúl Arellano Villegas (* 28. Februar 1935 in La Experiencia, Jalisco; † 12. Oktober 1997 in Guadalajara, Jalisco) war ein mexikanischer Fußballspieler, der zwischen 1953 und 1964 für Chivas Guadalajara spielte und Teil jener legendären Mannschaft war, die in den neun Jahren zwischen 1957 und 1965 siebenmal mexikanischer Meister wurde und den Beinamen „Campeonísimo“ erhielt. Bekannt war er auch unter seinem Spitznamen „La Pina“.

## Laufbahn
Arellano war Stürmer und jahrelang Stammspieler bei Chivas Guadalajara, für die er elf Jahre lang tätig war, bevor er seine aktive Laufbahn beim Club Deportivo Tampico ausklingen ließ. 
„La Pina“ gab sein Länderspieldebüt am 27. Dezember 1953 gegen Haiti (4:0) und gehörte zum Kader der mexikanischen Nationalmannschaft, der zur WM 1954 in die Schweiz reiste. Obwohl die Gruppe aus vier Mannschaften bestand, spielten bei dieser WM nicht alle Teams aus derselben Gruppe gegeneinander. So kam es, dass Mexiko nur zwei Spiele absolvierte, die beide verloren wurden: mit 0:5 gegen Brasilien und 2:3 gegen Frankreich. Arellano bestritt beide Spiele an der Seite von Tomás Balcázar, mit dem er in jenen Tagen auch im Verein das Sturmduo bildete. Doch in der Nationalmannschaft blieb Arellano, der in sieben Jahren nur auf neun Länderspieleinsätze kam, glücklos und erzielte nicht ein einziges Tor. 
Raúl Arellano starb am 12. Oktober 1997, als er in seiner Heimatstadt von einem Auto überfahren wurde. Sein Sohn Omar Arellano Nuño wurde ein wichtiger Spieler jener Mannschaft von Chivas Guadalajara, die 1986/87 den (für den Verein insgesamt neunten) Meistertitel gewann und arbeitete später als Trainer des ebenfalls in Guadalajara beheimateten und unter der Kontrolle von Chivas fungierenden CD Tapatio. Sein Enkel Omar Arellano Riverón ist gegenwärtig bei Chivas als Spieler unter Vertrag.

## Erfolge
- Meister von Mexiko (6): 1957, 1959, 1960, 1961, 1962, 1964
- Supercupsieger von Mexiko (5): 1957, 1959, 1960, 1961, 1964
- Pokalsieger von Mexiko (1): 1963
- CONCACAF Champions Cup (1): 1962